# 森田遥
森田 遥（もりた はるか、1996年7月19日 - ）は、香川県高松市出身で、中華人民共和国国籍の、女子プロゴルファーである。中国名は魯 婉遥（ルー・ワンヤオ、Lu Wanyao）。所属はフリー。

## 来歴
両親は中華人民共和国の元卓球選手で、日本で卓球コーチをするために来日し、在住している。遥は生まれも育ちも日本だが、日本の国籍法により国籍は中華人民共和国である。
父と練習場に行ったことがきっかけで9歳よりゴルフを始める。
香川大学教育学部附属高松小学校、香川大学教育学部附属高松中学校を経て、高松中央高等学校卒業。
2013年「日本女子アマチュアゴルフ選手権競技」優勝。同年と2014年には中国籍でありながら日本のJGAナショナルチーム入りを果たす。
2014年、全米女子プロゴルフ協会（USLPGA）ツアーの予選会（QT）に挑戦、ファイナルQTまで進出し、最終ラウンドに進出出来なかったが、USLPGA下部のシメトラツアーの出場資格を得た。
2015年プロ転向し、シメトラツアーに参戦。同ツアー転戦にかかる費用約2000万円のうち500万円をクラウドファンディングにより支援を呼びかけ、最終的に773万5000円を集めた。同年5月には「シメトラクラシック」で下部ツアーながらプロ初優勝を挙げる。年間獲得賞金ランキング（賞金ランク）10位以上に入ると翌年のUSLPGAツアーに参戦できたが、惜しくも11位に終わった。同年日本女子プロゴルフ協会（JLPGA）のファイナルQTに進出し4位となる。
2016年からTPD単年登録者（呼称は当時）としてJLPGAツアーに参戦、賞金ランク25位となり自身初のシード入りを果たす。
2017年8月の「北海道Meijiカップ」にてJLPGAツアー初優勝し、同年の賞金ランクで自身最高位となる13位となる。この優勝の資格で同年11月1日付でJLPGA入会（インターナショナルプロフェッショナル会員）となった。
国籍問題について、優勝時のインタビューで「（帰化するかどうか）選ばなければならないことは承知しているが、じっくり考えたい。今は自分のゴルフを磨きたい」として、熟考中であることを明らかにしている。
2018年は賞金ランク25位でこの年まで3年連続で賞金シード入りを果たした。
2019年「大王製紙エリエールレディスオープン」で単独3位以上に入れば賞金シードに入れたが、4位タイに終わり賞金ランクは52位。2020年シーズンの「第1回リランキング」までのJLPGAツアー出場資格を得た。
2023年のスタンレーレディスホンダゴルフトーナメントで最終日11アンダー首位タイでスタートし70でまとめ13アンダーで安田祐香を2打差で振り切って6年ぶりに優勝。

## トーナメント優勝（2）

### JLPGAツアー（2）
| No. | Date            | Tournament                                 | スコア              | 2位との差 | 2位（タイ） |
| --- | --------------- | ------------------------------------------ | ------------------- | --------- | ----------- |
| 1   | 2017年8月4‐6日  | 北海道Meijiカップ                          | −10（68-71-67=206） | 1打差     | 姜秀衍      |
| 2   | 2023年10月6-8日 | スタンレーレディスホンダゴルフトーナメント | −13（68-65-70=203） | 2打差     | 安田祐香    |